# María Mónica Urbina
María Mónica Urbina Pugliese (Riohacha, 25 de agosto de 1967) es una exmodelo y reina de belleza colombiana de ascendencia italiana, fue Señorita Guajira y Señorita Colombia 1985, primer título de belleza obtenido por su departamento. Reemplazó en la corona de Señorita Colombia a Sandra Borda (1984-1985) y luego fue reemplazada por Patricia López de Antioquia.

## Biografía
Nació en la ciudad de Riohacha, departamento de La Guajira el 25 de agosto de 1967, en el seno de una familia de hacendados. Estudió en el Colegio Nuevo Gimnasio de Bogotá.

### Reinado Nacional de la Belleza
María Mónica Urbina fue coronada Señorita Colombia el 11 de noviembre de 1985 en la ciudad de Cartagena de Indias. Derrotó a las candidatas de Señorita Atlántico Karen Sue Wightman (Virreina), a la Señorita Antioquia María del Carmen Zapata (Primera princesa), a la Señorita Sucre Grace Estela Vallejo (Segunda princesa), y a la Señorita Caldas María Cecilia Arango (Tercera princesa). Fue la primera vez que La Guajira ganó el certamen.

### Miss Universo 1986
En el Miss Universo 1986 llevado a cabo el 21 de julio de 1986 en Ciudad de Panamá (Panamá), Urbina llegó a ser 2.ª Finalista, siendo derrotada por Christy Fichtner de Estados Unidos (1.ª Finalista) y la ganadora del concurso de Miss Universo, la Señorita Venezuela Bárbara Palacios.

### Vida posterior
Tras culminar su período, ingresó a estudiar Diseño de modas y Patronaje industrial en la Escuela de Arturo Tejada. Siguió dedicándose al modelaje y la preparación de reinas.

## Familia
María Mónica Urbina es hija de Enrique Urbina Pinto y Rina Pugliese Sánchez. Tiene cuatro hermanos; Jorge Enrique, Efraín Camilo, Enrique Camilo y Luz Eugenia Urbina Pugliese. Su padre, un hacendado de la región, fue gobernador encargado de La Guajira y murió en un accidente aéreo antes de posesionarse como gobernador titular, cuando ella tenía seis años.
Urbina estuvo casada con Freddy Vélez Beltrán (referido en algunos medios como John Fabián Vélez Beltrán), quien fue un socio del jefe del cartel del Norte del Valle, Wílber Varela, alias "Jabón". Vélez y Urbina se separaron en 1997. Vélez fue asesinado en 2010 a manos de sicarios.
Vélez y María Mónica tuvieron dos hijos, Nicolás y Manuela Vélez Urbina,
En 2009, Urbina contrajo matrimonio con el ganadero cesarense José Hernández Aponte, quien fue asesinado en 2019 por atracadores en Brasil y luego vinculado al narcotráfico, al lavado de activos y a la financiación ilegal de la campaña presidencial de Iván Duque.